# Ozarba endoplaga
Ozarba endoplaga là một loài bướm đêm trong họ Noctuidae.